# Акронавплия
Акронавплия (Акронафплия, греч. Ακροναυπλία — «Верхняя Навплия»), также Ич-Кале (тур. Iç Kale, Ιτς-Καλέ — «Внутренняя крепость») — крепость в Греции, господствующая над городом и портом Нафплион, в исторической области Арголида в восточной части полуострова Пелопоннес. Расположена на одноимённом низком холме на мысе Панайия (Άκρα Παναγίτσα ή Παναγία), вдающемся в бухту Нафплион напротив острова Бурдзион, на северном побережье залива Арголикос Эгейского моря.

## История
Акронавплия была акрополем древнего города Навплия, с VII века до н. э. находившегося под властью Аргоса (др.-греч. Ναυπλία, лат. Nauplia). Следы строений на акрополе восходят к 3-му тысячелетию до н. э. Акронавплия была обнесёна каменными стенами около 300 года до н. э. Античная многоугольная кладка видна в нижней части северной части крепости. Акронавплия образовывала укреплённый город до конца XV века, когда венецианцы построили нижний город Нафплион. Сохранились следы последовательно возводившихся средневековых укреплений — византийских, франкских, венецианских и турецких. Во франкский период крепость была разделена стеной на две части: крепость франков и крепость греков, а в первый венецианский период другая крепость, «Кастелло ди Торо» (Castello di Toro), была построена на восточной окраине крепости Акронавплия. У крепости венецианцы построили батарею из пяти пушек, называемую батареей Пяти Братьев (Κανόνια «Τα πέντε αδέλφια»).
В Средние века крепость была одним из главных пунктов Мореи. После падения Константинополя в 1204 году принадлежала франкам, была частью сеньории Аргос и Нафплион, принадлежащей герцогу Афинскому Оттону де ла Рош и его наследникам. В 1388 году Мария д’Энгьен продала крепость венецианцам. Венецианцы владели крепостью до 1539 года, когда её захватили турки. В 1686 году венецианцы отвоевали крепость и построили к юго-востоку от неё крепость Паламиди. В 1715 году крепость снова заняли турки. В ходе Греческой революции 1821—1829 гг. крепость с октября 1821 года осаждалась греками, но сдалась генералу Теодоросу Колокотронису лишь 3 декабря 1822 года, после того, как 29 ноября сдалась отряду Стайкоса Стайкопулоса крепость Паламиди.
Со времён турецкого владычества крепость служила тюрьмой. В крепости содержался сенатор Петрос Мавромихалис, его брат Константин и сын Георгий, последние известны как убийцы графа Иоанна Каподистрии.
С весны 1937 года при режиме Метаксаса в крепости содержались около 600 коммунистов, среди которых Яннис Иоаннидис, Андрей Чипас, Костас Лазаридис, Панделис Пулиопулос, Йоргис Георгиу, Лазарос Зисиадис-Терповски, Костас Гамветас, Панделис Ласкас, Яннис Саллас, Манолис Сиганос и другие. 4 августа (?) 1941 года крепость вместе с заключёнными была оккупирована странами «оси».
В 2014 году крепости Акронавплия, Бурдзион и Паламиди внесены в предварительный список объектов всемирного наследия ЮНЕСКО в Греции.